# Boussuivre
Le Boussuivre est une petite rivière de la région Auvergne-Rhône-Alpes, sous-affluent du Rhône par la Turdine, la Brévenne, l'Azergues et la Saône

## Géographie
Le Boussuivre est une petite rivière des départements du Rhône et de la Loire qui prend source près de la Tour Matagrin sur la commune de Violay dans la Loire. Elle entre rapidement dans le département du Rhône et délimite les communes de Joux et de Saint-Marcel-l'Éclairé. Elle s'écoule dans une vallée tranquille et boisée dite "vallée du Maroc" où la faune et la flore est encore bien présente. Un sentier permet de longer le cours d'eau.  Elle rejoint la Turdine à l'entrée ouest de Tarare.
La longueur de ce cours d'eau est de 5,8 km.
C'est ce couloir naturel qui a été choisi pour permettre le passage de l'A89 (tronçon de Balbigny à La Tour de Salvagny)

## Cantons traversés
Le Boussuivre prend sa source dans le canton du Coteau et conflue dans le canton de Tarare.

## Affluent
Ce cours d'eau n'a pas d'affluent contributeur connu.